# Axolution – Tödliche Begegnung
Axolution – Tödliche Begegnung (Alternativtitel: Edge of the Axe) ist ein spanisch-US-amerikanischer Slasherfilm von José Ramón Larraz aus dem Jahr 1988.

## Handlung
In Paddock County, Nordkalifornien, treibt ein maskierter Axtmörder sein Unwesen, der es vor allem auf Frauen abgesehen hat. Die Polizei tappt völlig im Dunkeln und versucht, die Verbrechen herunterzuspielen.
Gerald Martin, ein Computerfreak, lebt in einer Hütte bei dem Einsiedler Hermit. Er hat sich gerade ein neues Computer-Setup gegönnt, das mit einem Zentralrechner verbunden ist. Als er mit seinem Kumpel Richard, einem Kammerjäger, loszieht, entdecken sie die Leiche der Kellnerin Mary West. Obwohl alles auf einen Mord hindeutet, wertet die Polizei den Tod als Selbstmord. Etwas später lernt Gerald Lillian Nebbs kennen, die Tochter eines Gaststättenbetreibers. Die beiden flirten miteinander und er führt sie in die Welt der Computer ein. Bei einer Suchanfrage findet Lillian drei weitere Morde in der Stadt. Währenddessen gehen auch die Morde weiter. Gerald beginnt mit Lillian auf eigene Faust zu ermitteln. Dabei stoßen sie auf Lillians Cousin Charlie, der möglicherweise als Täter in Frage kommt. Er sei schizophren und gerade aus einer psychiatrischen Klinik geflohen.
Als Lillian eines Tages alleine zu Hause ist, hört sie merkwürdige Geräusche. Sie trifft auf Gerald, den sie nun für Charlie hält. Doch der Fall wiegt schwerer. Gerald hat herausgefunden, dass Charlie in Wirklichkeit gar nicht existierte. Es war Lillian, die in einer psychiatrischen Klinik untergebracht war, nachdem sie mit einer schweren Kopfverletzung eingeliefert worden war. Alle Opfer stammen aus dem direkten Umfeld von Lillian und waren entweder Pflegerinnen von ihr oder Frauen, die Interesse an ihrem Vater hatten. Lillian glaubt, Gerald wäre ein Gaslighter, und attackiert ihn mit einer Axt. Während des Kampfes gewinnt Gerald die Oberhand und schnappt sich ihre Waffe. In diesem Moment betritt die Polizei die Szenerie und hält Gerald für den Mörder. Sie erschießen ihn. Als die Polizei Lillian zum Wagen bringt, zeigt diese ein wahnsinniges Lächeln.

## Hintergrund
Axolution – Tödliche Begegnung ist eine spanisch-US-amerikanische Koproduktion. Regisseur drehte ihn zum Teil in Big Bear Lake, Kalifornien und zum Teil in der Nähe von Madrid. Die meisten Schauspieler stammen aus den Vereinigten Staaten. Der Film wurde daher auch auf Englisch gedreht. Stilistisch handelt es sich um einen 1980er Spät-Slasher, der im Stile der ernsteren Genrefilme wie Halloween – Die Nacht des Grauens (1978) und den ersten Teilen der Freitag-der-13.-Reihe gedreht wurde. Einige Szenen erinnern an die Klassiker des Genres, zum Beispiel die Point-of-View-Shots aus Sicht des Killers, zum Teil durch die weiße Gipsmaske hindurch. Zudem handelt es sich um einen klassischen Whodunit-Plot.
Der Film wurde für den Videomarkt gedreht. Die deutsche VHS-Fassung erschien am 2. März 1989 über UFA in den deutschen Videotheken. Die Version wurde in allen Mordszenen gekürzt und enthielt Schnitte im Umfang von 36 Sekunden. Die ungekürzte Fassung erschien am 20. Januar 2023 über das Label Cinestrange Extreme.

## Kritiken
Die Filmzeitschrift Cinema urteilte: „Leider ist Axolution über weite Strecken ein Mystery-Drama der Mittelklasse.“ Lediglich das Ende wurde als überraschend gewertet. Die Filmzeitschrift Video plus urteilte 1989: „Für Fans von Halloween und Freitag der 13. dürfte es nicht ganz neu sein, was in Axolution für Schauer auf dem Rücken sorgt. Die nicht immer geschmackssichere Synchronisation ist denn auch eher für Leute mit starken (Magen-)Nerven.“